# Puig Major
Le Puig Major est le sommet le plus élevé de l'île de Majorque et des îles Baléares avec 1 436 mètres d'altitude. La montagne culmine sur la municipalité d'Escorca et s'étend également sur celle de Fornalutx. Son éperon sud s'appelle le Penyal des Migdia (es).

## Toponymie
En majorquin, Puig signifie « pic » ou « sommet ».
Major indique qu'il s'agit de la plus haute montagne de la chaîne concernée, la serra de Tramuntana.
Sa dénomination complète est Puig de son Torrella ou Puig Major de son Torrella.

## Géographie

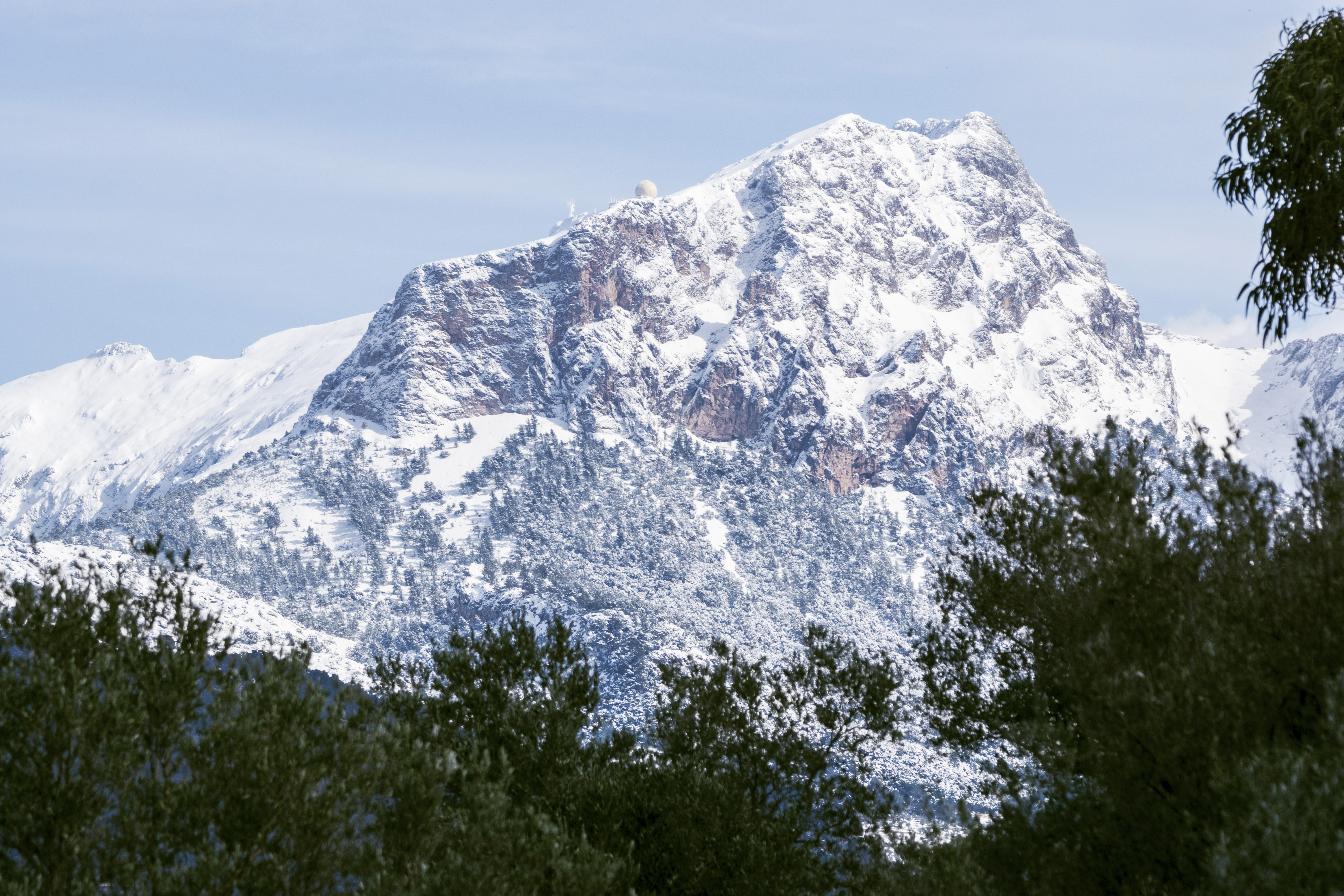
Le Puig Major vu du nord.

### Situation et topographie
Cette montagne est située sur le segment oriental de la serra de Tramuntana, entre Soller et Pollença. Elle est distante de moins de cinq kilomètres de la mer.

### Géologie
Comme l'ensemble de la serra de Tramuntana, le Puig Major est apparu entre le Paléozoïque et le Miocène.
Il constitue le prolongement nord-est, dans la Méditerranée, des cordillères Bétiques apparues sur la péninsule.
Il constitue d'une formation karstique où le calcaire domine.

#### Faune et flore
Les écosystèmes du Puig Major s'étagent de 800  à   1 400 m. La végétation comprend des plantes endémiques aux formes arrondies et épineuses pour se protéger du vent et de la perte d'humidité. Les espaces les plus bas en altitude sont principalement composés d'arbustes. Les plantes endémiques sont adaptées pour s'enraciner dans les fissures, avec peu de terre, peu d'eau, et supporter des vents forts, de grandes insolations, le froid, des changements extrêmes de température et même des chutes de neige. Au total, 34 taxons protégés et/ou menacés confèrent à ce massif une valeur botanique particulière. L'état de conservation de ces espèces est inégal (pour beaucoup d'entre elles, il s'agit du seul endroit connu au monde ou dans les îles Baléares) et elles sont soumises à de nombreuses menaces. Le carrizo occupe de vastes étendues utilisées par l'élevage de chèvres sauvages.
Le vautour moine et le balbuzard pêcheur utilisent cette zone pour se nourrir.

## Histoire
En 1936, la guerre civile espagnole stoppe la construction d'un funiculaire. L'ingénieur Antoni Parietti Coll (Palma, 1899-1979) en avait conçu le projet en 1934, de Cals Reis jusqu'au sommet, en vue de la construction d'un observatoire astronomique.
Au début des années 1950, ce projet entre en concurrence avec un autre, de nature militaire. Depuis 1953, un radar de l'Ejército del aire, l'armée de l'air espagnole, accapare la cime de la montagne et en interdit l'accès, dès sa base, où se situe un terrain militaire. À l'origine, les États-Unis installent le premier radar, afin de donner à l'OTAN des capacités de contrôle aérien en Méditerranée occidentale.
En 1958, une route asphaltée conduit de la base au sommet.
Les installations sont modernisées en 2000. Elles sont exploitées par l'unité de contrôle aérien Estación Vigilancia Aérea 7 (EVA-7).
En 2011, la serra de Tramuntana, chaîne de montagnes parmi laquelle domine le Puig Major, est enregistrée au patrimoine mondial de l'humanité de l'UNESCO.

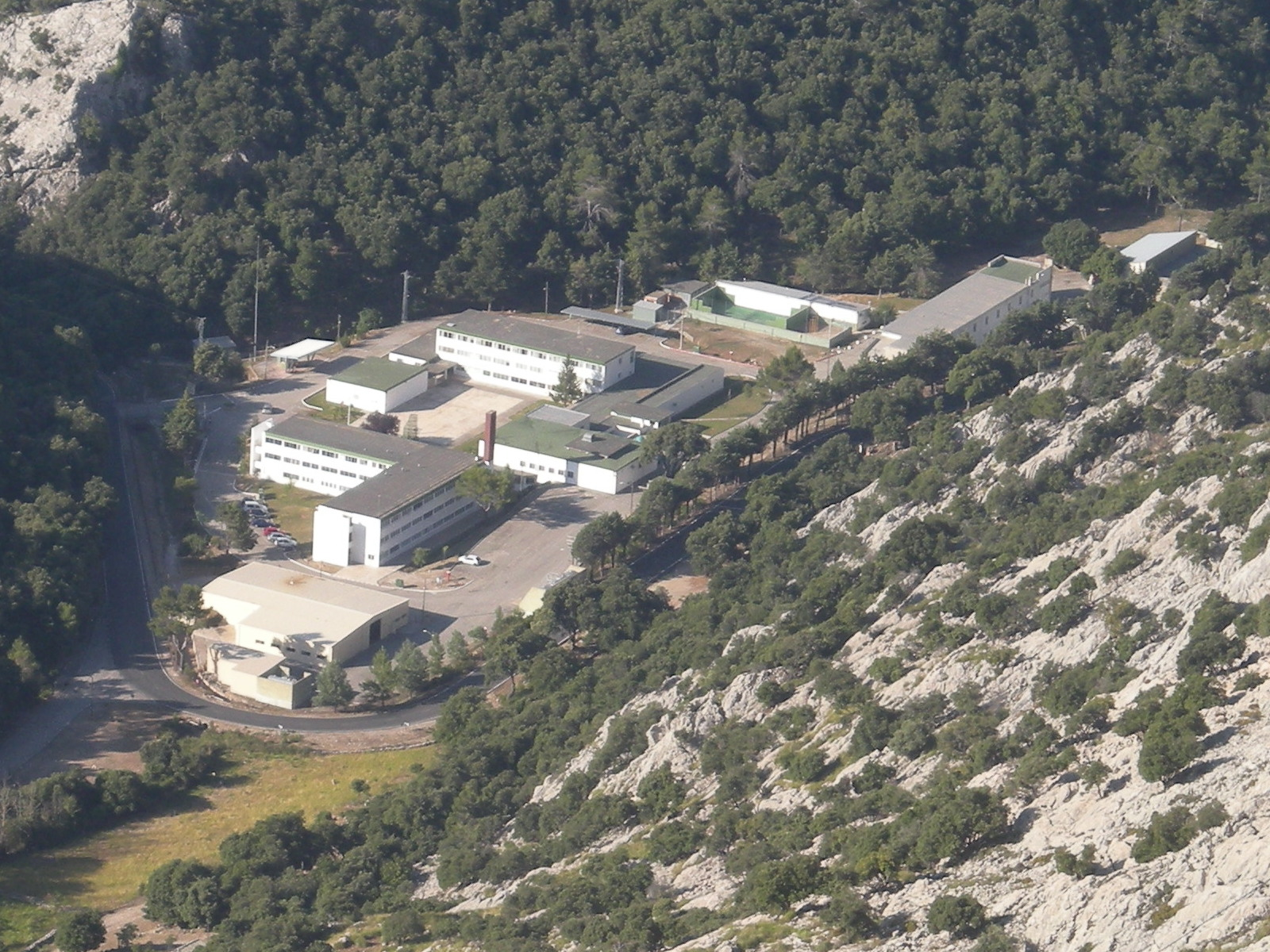
La base militaire de Son Torrella au sud de la montagne.
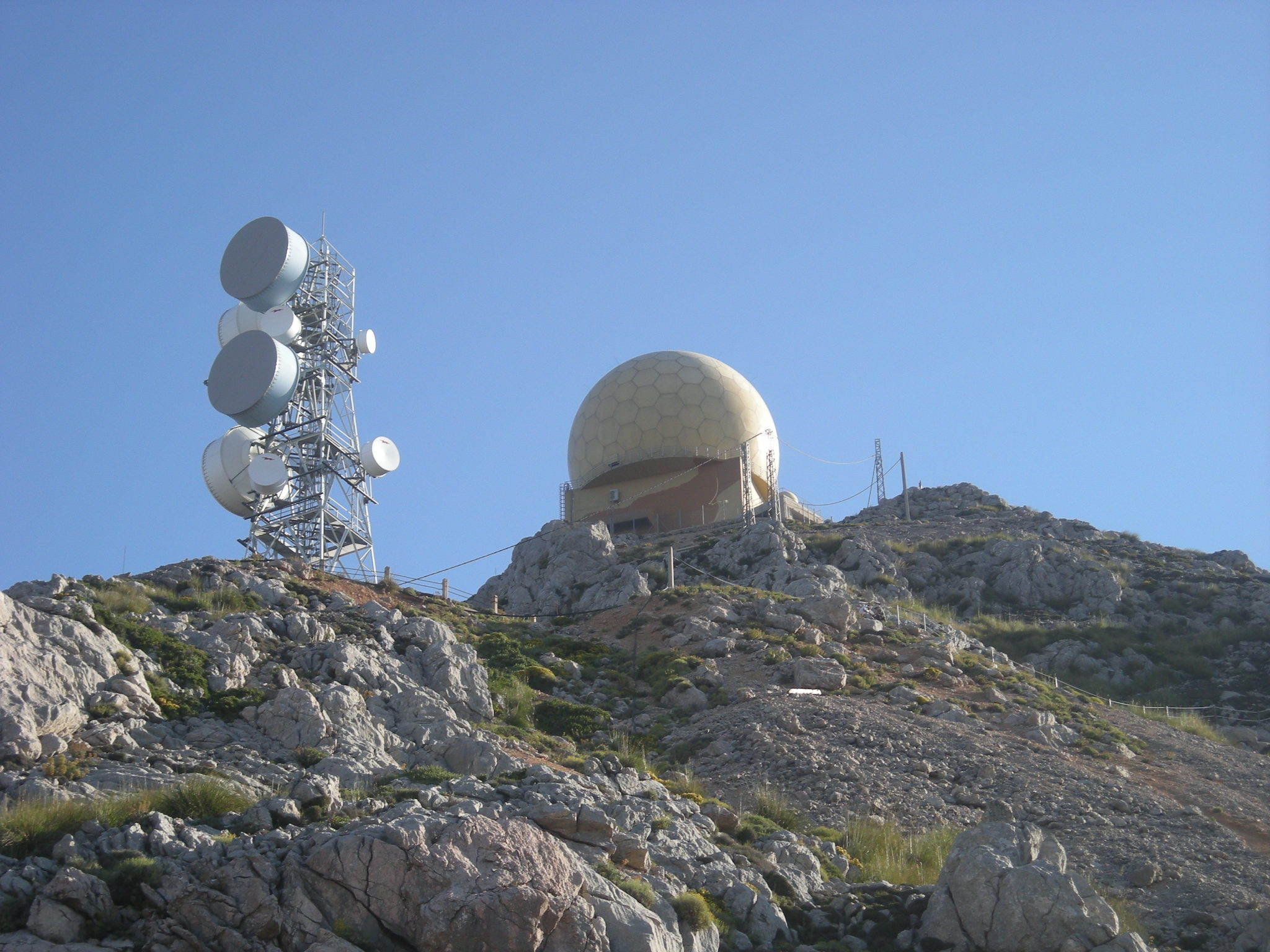
Le radar militaire situé au sommet.

## Activités
Compte tenu de la destination militaire du lieu, les randonnées sont pratiquement interdites. Toutefois, l'armée de l'air consent des dérogations. Le site militaire comprend également un observatoire botanique.
Le Puig Major bénéficie des degrés de protection suivants :
- zone naturelle protégée : déclarée réserve naturelle en 2007 et site du patrimoine mondial par l'UNESCO en 2011 ;
- réseau Natura 2000 : lieu d'intérêt communautaire (SIC) et zone de protection spéciale pour les oiseaux (ZPS) ;
- AANP : zone naturelle d'intérêt élevé de haut niveau de protection (Área Natural de Especial Interés (es)).